# كريستوف ساندرز
كريستوف ساندرز (بالإنجليزية: Christoph Sanders)‏ (و. 1988 – م) هو ممثل تلفزيوني، وممثل أفلام، وممثل، من الولايات المتحدة الأمريكية.

## وصلات خارجية
- كريستوف ساندرز على موقع IMDb (الإنجليزية)
- كريستوف ساندرز على موقع ألو سيني (الفرنسية)
- كريستوف ساندرز على موقع أول موفي (الإنجليزية)
- كريستوف ساندرز على موقع قاعدة بيانات الفيلم (الإنجليزية)
- كريستوف ساندرز على موقع كينوبويسك (الروسية)